# 天願桟橋
座標: 北緯26度24分23秒 東経127度50分54秒 / 北緯26.406299度 東経127.848372度天願桟橋（てんがんさんばし）とは、沖縄県うるま市（沖縄本島）に所在する在日アメリカ海軍の港湾施設である。遠浅の海に突き出た堤を進み、沖合に20,000トン程度の船舶が接岸できる桟橋がある。
沖縄本島には、他にホワイト・ビーチ地区という揚陸･補給施設で、かつアメリカ海軍艦船が使用する基地であるが、天願桟橋は、ホワイト・ビーチ地区では揚陸できない、弾薬などの危険物の揚陸施設として使用されている。

## 概要

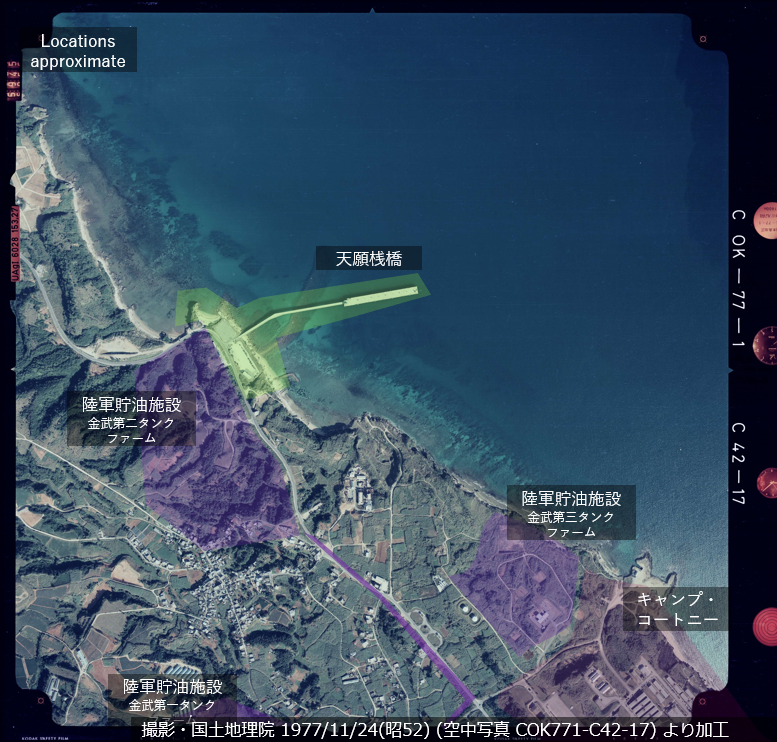
天願桟橋と陸軍貯油施設 (金武第ニタンク・ファーム)

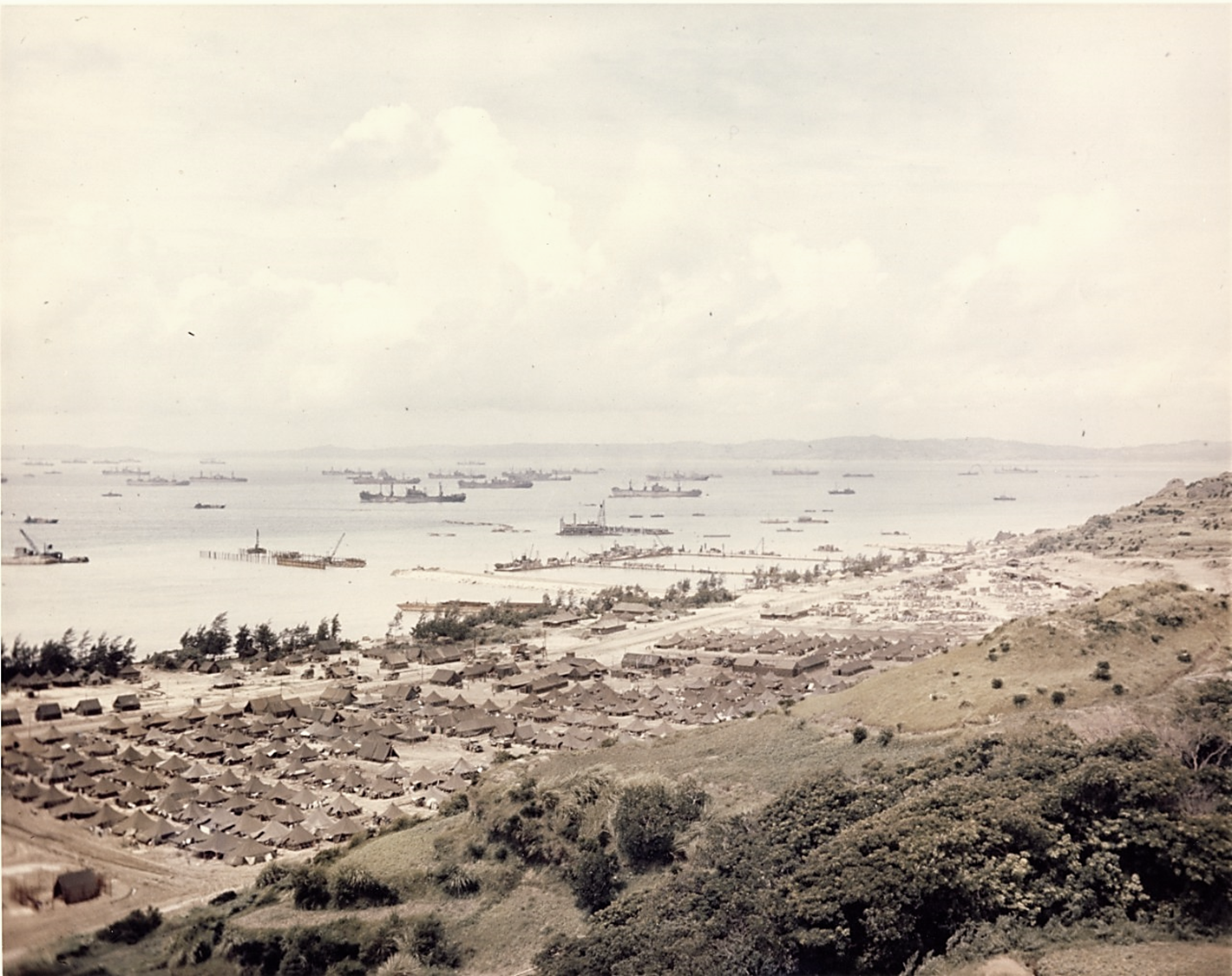
1945年7月に海軍工兵隊によって建設された水上飛行場

うるま市昆布にある米海軍施設、天願桟橋は、米海軍の広報によると最大2万トン級の船を収容できる港であり、主に空軍・海兵隊の嘉手納弾薬庫地区へのさまざまな弾薬武器類の搬入輸送に使用されている。
- 所在地：沖縄県うるま市昆布[2]（北緯26度24分23.5秒 東経127度50分58.9秒 / 北緯26.406528度 東経127.849694度）
- 面積：31,000m2
- 桟橋：長さ640ｍ、幅約22ｍ
- 提供水域面積6.25ｋ㎡
- 管理：米海軍
- 用途：港湾用地[3]

また、桟橋の沖合には、陸軍貯油施設に燃料を送油するための「送油ポイント」があり、タンカーによる油類の搬入港としても使用されている。
| FAC6028 | 天願桟橋     |              |                              |
| FAC6076 | 陸軍貯油施設 | 金武湾側施設 | 金武第1タンク・ファーム      |
| FAC6076 | 陸軍貯油施設 | 金武湾側施設 | 金武第2タンク・ファーム      |
| FAC6076 | 陸軍貯油施設 | 金武湾側施設 | 金武第3タンク・ファーム      |
| FAC6076 | 陸軍貯油施設 | 金武湾側施設 | 天願ブースター・ステーション |

さらに南側にキャンプ・コートニーとキャンプ・マクトリアス、西側にキャンプ瑞慶覧、湾を挟んでキャンプ・ハンセンと金武レッド・ビーチ訓練場並びに金武ブルー・ビーチ訓練場がある。

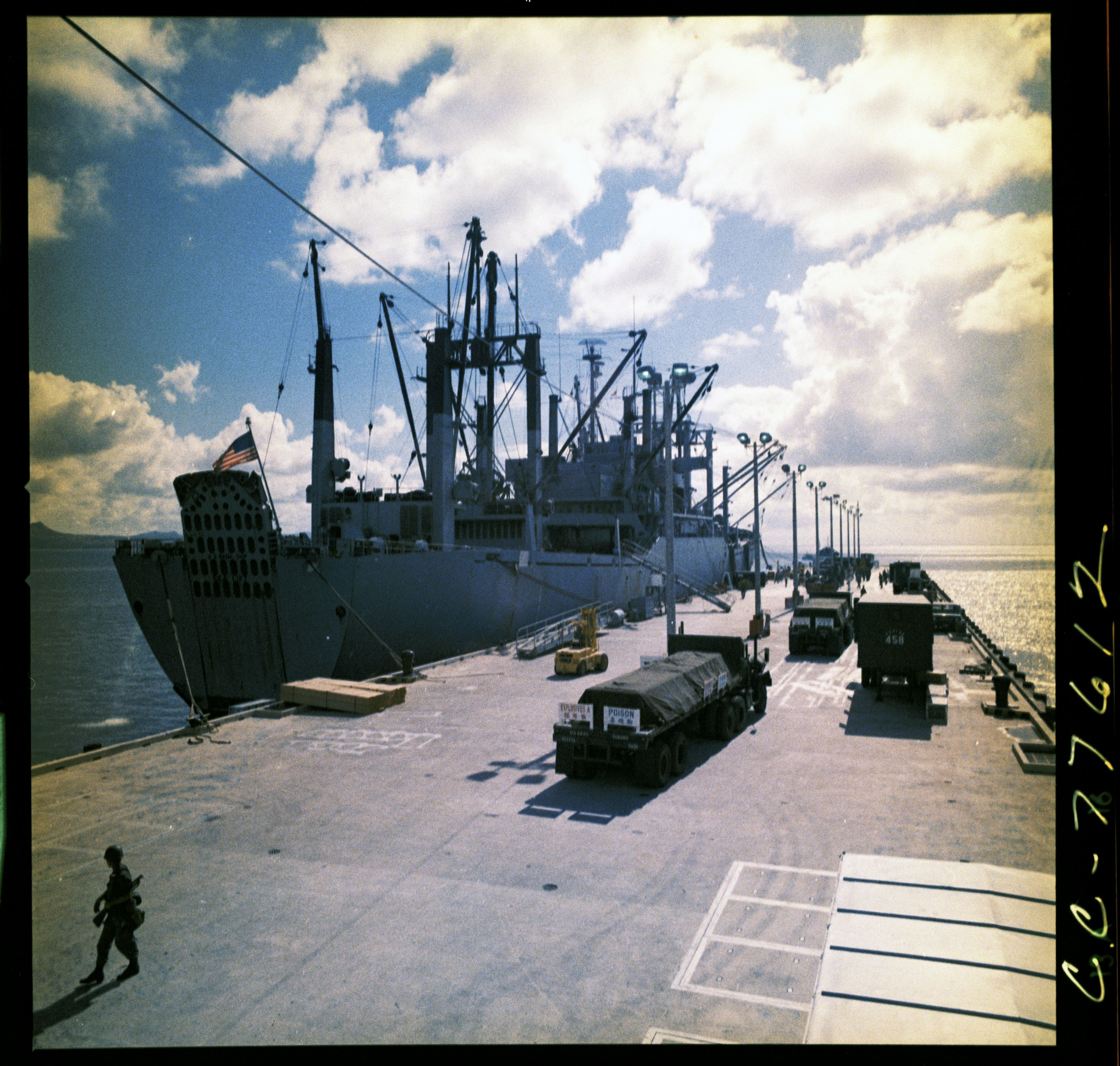
1971年のレッド・ハッド作戦で海軍の海上輸送が神経ガスなどの化学兵器を天願桟橋から荷積みしている写真。(アメリカ公文書館)

## 沿革
- 1945年、軍事占領と同時に海兵隊基地として19千㎡使用開始。金武湾の水上飛行場が工兵隊によって建設された。9月と10月に台風によって破壊され解体された[4]。
- 1950年7月1日、桟橋部分を建設。嘉手納弾薬庫地区などへの弾薬の搬入港として使用していた。
- 1957年７月８日、核弾頭搭載ミサイルナイキ・ハーキュリーズのナイキ・プロジェクトは天願も含め8箇所であったことがアメリカ公文書館に記されている。原文には天願または屋嘉ビーチと記載があるが、天願桟橋の内陸部に敷設された石川陸軍補助施設のことであると考えられる[5]。
- 1963年、桟橋を拡張。
- 1966年11月15 日、アメリカ公文書に、爆発物や化学兵器はホワイト・ビーチ地区、天願桟橋、金武レッド・ビーチ訓練場などで取り扱われていたと記載。(NARA)
- 1963年、ベトナム戦争激化に伴い施設拡張[5]。
- 1966年1月、さらに米軍は天願桟橋強化のためうるま市昆布の土地約8万2000平方メートルの土地を強制接収。米軍の土地接収に反対する人々が「昆布土地を守る会」を結成し抗議の阻止行動をおこなった[6]。昆布の土地闘争
- 1971年1月、第一回レッドハット作戦: 第267化学部隊が、嘉手納弾薬庫 (知花弾薬庫) から天願桟橋まで化学兵器を輸送する最終的な予行演習を行い、実際の輸送をした。(NARA)
- 1971年8月31日、住民の強い反対 (昆布闘争) をうけ、米軍は土地の強制接収を断念し、桟橋の背後地（約 69,000 ㎡）を返還した。
- 1972年、第二回レッドハット作戦: 毒ガスの積出し、第２回目[7]。
- 1990年、湾岸戦争勃発後、施設の活用が活発となり地域住民を不安にさせた。

## 昆布の土地闘争
朝鮮戦争のさなか、米軍は更に沖縄の土地を強制接収し基地化を進めていった。この時期の米軍による沖縄の土地の暴力的な接収を「銃剣とブルドーザー」とよぶが、さらにベトナム戦争の時代にも接収を続けていった。
1965年12月、米軍は具志川村(現在のうるま市)昆布の土地約2万1千坪、8万2000㎡を接収することを住民に通告した。物資補給と貯蓄のため天願桟橋の基地強化を望んでいた。
1966年、米軍の土地接収に反対する住民は「昆布土地を守る会」を結成し、米軍のパラシュートでつくった闘争小屋を作って抗議行動をおこなった。地主のなかには戦争で夫や子どもを亡くした女性たちも多く、「土地を奪われては生活ができない」と立ち上がった。女性たちは赤ん坊をせおって、子どもを抱いて見張り小屋につめた。小屋も、襲撃されたり、何者かに放火され全焼する事件もあったが、建てなおし、また座り込んだ。全国から支援の声や差し入れも届いた。
1971年8月31日、17回も接収期限を延長していた米軍は、ついに断念し、桟橋の背後地（約69,000㎡）を返還した。沖縄で愛される歌「一坪たりとも渡すまい」は、昆布の土地闘争の中から生まれた。

## レッドハット作戦
この施設は、在沖米軍のサリンなど毒ガス貯蓄が社会問題化した後、化学兵器を搬出した積み出し港としても知られている。